# 송근수
송근수(宋近洙, 1818년 ~ 1903년)는 조선 말기의 문신이다. 자는 근술(近述). 호는 입재(立齋)·남곡(南谷). 본관은 은진. 고종 때 좌의정을 지냈다. 송시열의 8대손이다.

## 생애
1848년(헌종 14) 증광문과(增廣文科)에 병과로 급제한 뒤 홍문관부수찬이 되고, 철종 때 이조참의, 이조참판, 성균관대사성을 지냈다. 고종 때 형조판서, 사헌부대사헌, 의정부우참찬, 한성부판윤을 지내고 사헌부대사헌, 판의금부사, 이조판서, 홍문관제학, 의정부우찬성을 거쳐 공조판서, 의정부좌참찬, 예문관제학을 지내고 수원부유수로 외직에 나갔다가 좌빈객에 이어 판의금부사, 시강원우빈객에 이어 홍문관제학, 형조판서, 병조판서, 이조판서에 이어 의정부좌찬성을 지내고 세자시강윈이사로 좌찬성을 하다가 우의정을 거쳐 좌의정이 되었는데 판중추부사로 물러나 영중추부사가 되었다가 뒤에 다시 의정부좌의정이 되고 좌의정에서 물러난 뒤 대한제국 때 봉조하가 되었다. 시호는 문헌(文獻)이다.